# Nicrophorus maculifrons
Nicrophorus maculifrons là một loài bọ cánh cứng trong họ Silphidae được miêu tả bởi Kraatz in 1877.